# NGC 2480
NGC 2480 est une galaxie spirale barrée située dans la constellation des Gémeaux. NGC 2480 a été découverte par l'astronome irlandais R. J. Mitchell en 1856.

## Caractéristiques
Sa vitesse par rapport au fond diffus cosmologique est de 2 549 ± 14 km/s, ce qui correspond à une distance de Hubble de 37,6 ± 2,6 Mpc (∼123 millions d'al).
NGC 2480 présente une large raie HI. C'est aussi possiblement une galaxie de Wolf-Rayet.

## Groupe d'UGC 4054
La galaxie NGC 2480 fait partie d'un trio de galaxies, le groupe d'UGC 4054. La galaxie UGC 4054 est la plus grosse galaxie du trio, mais pas la plus brillante. L'autre galaxie du trio est NGC 2481.

### Paire de galaxies
NGC 2480 et NGC 2481 forment une paire de galaxies,, qui sont probablement en interaction gravitationnelle. En effet, une courte distance les sépare, mais la photo de cette paire ne montre pas de signes évidents de déformation.